# مود يواكيم
كانت مود يواكيم (1 أغسطس 1869-16 فبراير 1947) عضوًا في الاتحاد الاجتماعي والسياسي للمرأة، وهو إحدى مجموعات المدافعات عن حقوق النساء في التصويت التي ناضلت من أجل حصول المرأة على حق التصويت في المملكة المتحدة. سُجِنَت يواكيم عدة مرات بسبب احتجاجاتها، وكانت واحدة من أوائل المناصرات لحق المرأة في التصويت اللواتي أضربن عن الطعام عند سجنهن احتجاجًا على عدم الاعتراف بهن كسجينات سياسيات.

## النشاط في مجال حق النساء في التصويت
كانت يواكيم مناضلة وعضوًا في الاتحاد الاجتماعي والسياسي المتشدد للمرأة الذي كانت تقوده إميلين بانكيرست، وانخرطت في هذا الاتحاد في عام 1907. استمتعت يواكيم بالمودة المتبادلة في الاتحاد، وردّت على ذلك بأنها لاقت أشخاص تتشارك معهم نفس الهدف.

### السجون
- قَدِمَت مجموعات من المناصرين لحق النساء في التصويت إلى الباب الأمامي لمجلس العموم بعد نقلهم في عربات نقل الأثاث (بانتكنيكون) في فبراير 1908، وسُمي هذا الحدث باسم «حملة بانتكنيكون»، ولكن قُبِضَ عليهم، وحُكم على يواكيم بالسجن لمدة ستة أسابيع.[5]
- ألقي القبض عليها مرة أخرى بعد محاولتها زيارة رئيس الوزراء، مع السيدة بانكيرست، وإميلين بيثيك لورانس، وجيسي ستيفنسون وفلورنس هيغ في يونيو عام 1908. أُحبِطَت محاولة يواكيم وهرع حشد من الشرطة، وحُكم عليها بالسجن لمدة ثلاثة أشهر في سجن هولواي.[6]
- جاءت يواكيم إلى اسكتلندا في عام 1909، وعملت في أبردين، وانضمت في نوفمبر من ذلك العام إلى الاحتجاج الذي قاطع خطاب ونستون تشرشل في دائرته الانتخابية في دندي. قُبِضَ عليها مع هيلين أرتشديل وكاثرين كوربيت وأديلا بانكيرست، وحُكم عليهن بالسجن لمدة عشرة أيام في سجن دندي، وأضربن عن الطعام خلال فترة عقوبتهن.[6]

أوقفت يواكيم حركة المرور في ويست إند في أعلى شارع ستراند مستعينة باثنين من الخيول السوداء، في احتجاج خيالي نظمته مع كاثرين دوغلاس سميث، وأعلنت في نفس الوقت عن اجتماع حول حق النساء في التصويت في قاعة ألبرت الملكية.

### السكن في إيغل هاوس
دُعيَت يواكيم إلى إيغل هاوس في عام 1910. رُسِمَت لوحة تذكارية ليواكيم وأخذ العقيد لينلي بلاثويت صورة لها أيضًا.
أصبح إيغل هاوس، بالقرب من باث في سومرست، ملجًا مهمًا للمطالبات بحق النساء في التصويت اللواتي أُطلِق سراحهن من السجن بعد الإضراب عن الطعام. زرع والدا ماري بلاثويت الأشجار هناك بين أبريل 1909 ويوليو 1911 لإحياء ذكرى إنجازات المناضلات بحق النساء في التصويت، ومن ضمنهن إميلين بانكيرست، وكريستابيل بانكيرست، وآني كيني، وشارلوت ديسبارد، وميليسنت فوسيت، والليدي ليتون. زرعت يواكيم شجرة صنوبرية من نوع ثوجوبسيس دولابراتا في 17 يونيو 1910. عُرِف موقع الأشجار باسم «مشجر آني» على اسم آني كيني، وكان هناك أيضًا «بركة بانكيرست» داخل أرض المشجر.
ابتعدت يواكيم جنبًا إلى جنب مع عدد من أعضاء آخرين من الاتحاد الاجتماعي والسياسي للمرأة في عام 1913 عن المنظمة والعمل الراديكالي مع تصاعد الاحتجاجات العنيفة إلى مرحلة الحرق العمد. وجهت طاقاتها نحو اتحاد شرق لندن الاشتراكي للمطالبين بحق النساء في التصويت؛ والذي قدم الدعم العملي لنساء الطبقة العاملة إلى جانب الحملات من أجل التصويت.